# Ōguchi
Ōguchi (大口町?) è una cittadina giapponese della prefettura di Aichi.